# Герб Частоозерского сельсовета
Герб муниципального образования Частоозерский сельсовет Частоозерского района Курганской области является официальным символом муниципального образования Частоозерский сельсовет Частоозерского района Курганской области.
Герб утверждён решением Частоозерской сельской Думы от 14 декабря 2017 года № 26 и внесён в Государственный геральдический регистр Российской Федерации с присвоением регистрационного номера 11765.

### Описание
В червленом поле, с узкой составной серебряной и лазоревой каймой, — золотой поросёнок, стоящий на зелёной оконечности.

### Символика
Символика фигур герба Частоозерского сельсовета отражает его историю, окрестности и основную производственную деятельность местных жителей.
Селу более 300 лет и за это время свиноводство, да и животноводство в целом — основная часть хозяйства местного населения. Наиболее характерным и узнаваемым символом жизнедеятельности для Частоозерья является свиноводство.
Поросенок в червленом (красном) поле, цвет которого перекликается с цветом товарного знака свинокомплекса «Велес» — ведущего современного предприятия по производству и переработке свинины.
Кроме символа мясной промышленности, поросенок имеет значения силы, процветания, благополучия, удачи и просто веселья.
Многократное разделение каймы герба на серебро (белый цвет) и лазурь (синий цвет) — аллегорическое обозначение окрестностей села с большим количеством озер, которые и дали название селу — Частоозерье, что делает герб полугласным.
Примененные в гербе цвета символизируют:
- Червлень (красный цвет) — символ труда, мужества, жизнеутверждающей силы, красоты и праздника.
- Зелёный цвет символизирует территории, освоенные жителями для жилья и нужд сельского хозяйства и природные леса и луга. Зеленый цвет — символ весны, здоровья, молодости и надежды.
- Лазурь (синий цвет)- символ воды, водоемов и неба; символ возвышенных устремлений и благородства.
- Золото (желтый цвет) — символ высшей ценности, величия, богатства, урожая.
- Серебро (белый цвет) — символ чистоты, открытости, божественной мудрости, примирения.

Для обозначения региональной принадлежности и административного статуса герб  Частоозерского сельсовета может воспроизводиться со следующими дополнительными элементами: 
- левой вольной частью в виде четырехугольника, примыкающего изнутри к верхнему левом углу герба  Частоозерского сельсовета с воспроизведёнными в нём фигурами из герба Курганской области;
- короной, соответствующей статусу сельского поселения.

## Авторская группа
- Идея герба: Павел Бережной (с. Частоозерье), Константин Моченов (г. Химки).
- Художник и компьютерный дизайн: Анна Гарсия (г. Москва).
- Обоснование символики: Константин Моченов (Химки).